# Companhia de Telefones do Rio de Janeiro
Companhia de Telefones do Rio de Janeiro (CETEL) foi a empresa operadora de telefonia do sistema Telebras na Zona Norte, Zona Oeste e ilhas da cidade do Rio de Janeiro até ser incorporada pela Telecomunicações do Rio de Janeiro (TELERJ) em 1989.

## Origem

### Criação da Cetel
Foi uma empresa estatal criada em 1965 com o nome de Companhia Estadual de Telefones da Guanabara, durante a gestão do governador Carlos Lacerda no extinto estado da Guanabara.
Sua função foi a de instalar e operar centrais telefônicas automáticas em bairros dos subúrbios da Zona Norte, Zona Oeste e ilhas do Rio de Janeiro, em substituição à obsoleta rede de telefones manuais que era operada pela Companhia Telefônica Brasileira (CTB), a fim de permitir que indústrias se instalassem nesses bairros, ou que a ocupação urbana fosse efetivada em regiões da Barra da Tijuca.
Inicialmente a CETEL instalou 17.000 terminais telefônicos, distribuídos por:
- Bento Ribeiro (estação  "90"), que atendia também Madureira, Vila Valqueire e Anchieta
- Irajá (estação "91"), que atendia também Pavuna e Penha
- Jacarepaguá (estação "92")
- Bangu (estação "93")
- Campo Grande (estação "94")
- Santa Cruz (estação "95")
- Ilha do Governador (estação "96")
- Paquetá (estação "97")
- Barra da Tijuca (estação "99")

Embora houvesse ligações diretas entre os assinantes da CETEL e os da CTB, o mesmo não ocorria no sentido inverso, sendo necessário que fosse solicitado o auxílio da telefonista '106' para que as chamadas fossem completadas. Em 1969, as duas empresas passaram a compartilhar chamadas locais sem auxílio de telefonista.

## Mudança de nome

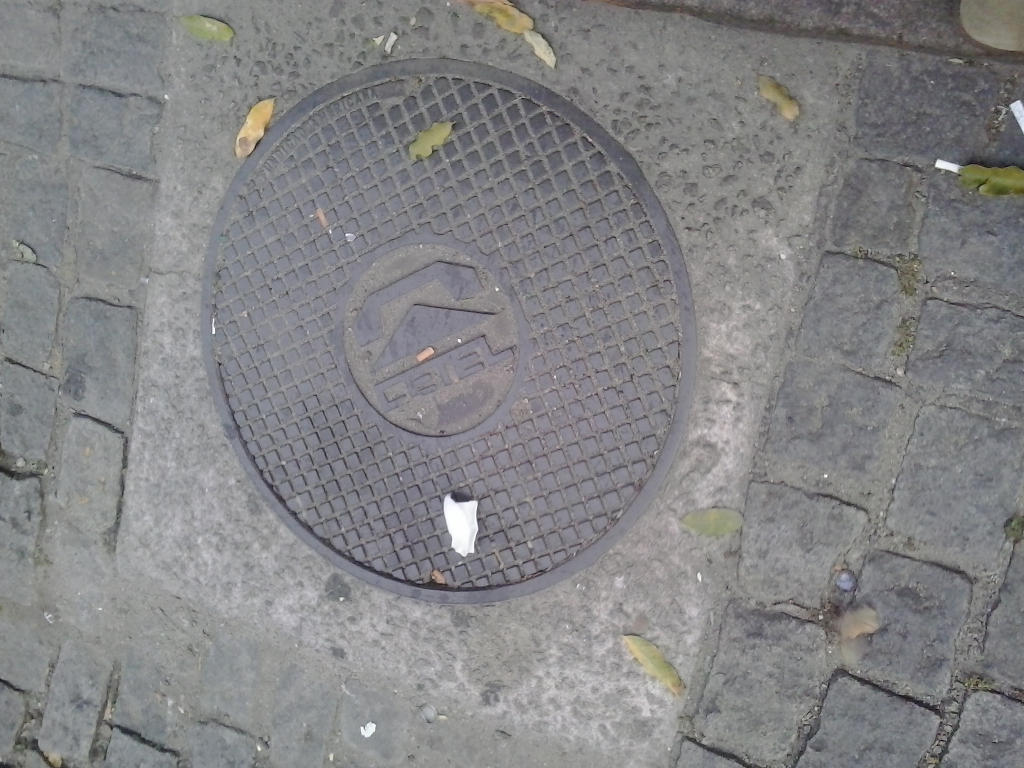
Tampa de poço de visita remanescente da CETEL.

Em 1975, com a fusão da Guanabara e do antigo Estado do Rio de Janeiro, formando o atual Estado do Rio de Janeiro, a CETEL teve sua denominação alterada para Companhia de Telefones do Rio de Janeiro, e passou a fazer parte das empresas do sistema Telebras, com administração separada da TELERJ, que havia sucedido a antiga CTB.

## Expansões
Diversas expansões ocorreram com a criação de novos centros telefônicos na área de sua atuação: São Conrado, Jardim Carioca na Ilha do Governador, Guaratiba e Sepetiba, elevando para mais de 500.000 terminais telefônicos.

## Fim da empresa
Em 1989 a empresa é extinta e foi absorvida pela TELERJ. Após o leilão de privatização em 1998, as operações de telefonia fixa da TELERJ foram absorvidas pela Telemar (atual Oi).